# Lindera angustifolia
Lindera angustifolia là loài thực vật có hoa trong họ Nguyệt quế. Loài này được W.C. Cheng miêu tả khoa học đầu tiên năm 1933.